# Apororhynchus silesiacus
Apororhynchus silesiacus är en hakmaskart som beskrevs av Okulewicz och Maruszewski 1980. Apororhynchus silesiacus ingår i släktet Apororhynchus och familjen Apororhynchidae. Inga underarter finns listade i Catalogue of Life.